# بضع القرنية التشععي
بضع القرنية التشععي (آر كيه) هو إجراء جراحي انكساري لتصحيح قصر النظر (الحسر)، طوره طبيب العيون الروسي سفياتوسلاف فيودوروف في عام 1974. استُبدل هذا الإجراء لاحقًا بعمليات أحدث، مثل اقتطاع القرنية الضوئي الانكساري، والليزك، والليزك السطحي، وزراعة العدسات داخل العين. أجرى نحو 10% من أطباء العيون الممارسين في الولايات المتحدة الأمريكية مئات الآلاف من عمليات بضع القرنية التشععي.

## الإجراء
لإجراء بضع القرنية التشععي، تُحدَث شقوق بسكين ماسي. تكون الشقوق التي تخترق سدى القرنية السطحية فحسب أقل فعالية من الشقوق التي تصل إلى عمق القرنية، ولهذا تُفضًل الشقوق العميقة جدًا. تبين إحدى الدراسات إحداث شقوق على عمق يعادل أرفع قياس من أصل أربعة قياسات لسماكة القرنية التي تُجرى في منطقة قريبة من مركز القرنية. تظهر مصادر أخرى إجراء عمليات جراحية يُترك فيها 20 إلى 50 ميكرومترًا من نسيج القرنية غير مشقوق (ما يعادل 90% من عمق القرنية تقريبًا، بناءً على معايير السماكة المعتادة).

## النتائج
يحسن هذا الإجراء حدة البصر بصورة عامة.

## الشفاء بعد الجراحة
تتكون جروح القرنية الملتئمة من سدى القرنية المتاخم حديثًا وخلايا ليفية ونسيج ضام ليفي غير منتظم. توجد قرب سطح الجرح السدادة الظهارية المكونة من نسيج طلائي، وهي طبقة من الخلايا التي تشكل ظهارة القرنية الطبيعية التي سقطت في الجرح. تكون هذا السدادة غالبًا أعمق من ثلاثة إلى أربعة أضعاف طبقة ظهارة القرنية الطبيعية. عندما تهاجر الخلايا من عمق السدادة إلى السطح، يموت بعضها قبل الوصول إليها، وتشكل ثغرات في الطبقة الظهارية السليمة. هذا يجعل القرنية أكثر عرضة للإصابة بالعدوى. يُقدّر معدّل الخطر بين 0.25% و0.7%. شفاء شقوق بضع القرنية التشععي بطيء جدًا ولا يمكن التنبؤ به، وغالبًا ما يكون غير مكتمل حتى بعد عدة سنوات من إجراء الجراحة. قد تُصاب هذه الجروح المزمنة أيضًا بالعدوى بعد سنوات من الجراحة، ويتأخر ظهور 53% من أخماج العين. العامل الممرض الأشيع في هذه الأخماج هو بكتيريا الزائفة الزنجارية الخطرة جدًا.

## التاريخ
ابتداءً من عام 1936، أجرى طبيب العيون الياباني تسوتومو ساتو بحثًا في بضع القرنية الأمامي والخلفي، وهو شكل مبكر من الجراحة الانكسارية التي كان الهدف منها علاج القرنية المخروطية وقصر النظر واللا بؤرية، وذلك عبر إحداث شقوق في القرنية. أدى ذلك إلى تسطيح محسن عند إحداث شقوق أطول وأعمق. نجحت تقنية ساتو في البداية، لكنها أدت إلى الإصابة باعتلال القرنية الفقاعي لدى ما يصل إلى 70% من المرضى، وكان ذلك مرتبطًا بتلف بطانة الأوعية الدموية.
في عام 1974، أجرى سفياتوسلاف فيودوروف عملية لإزالة زجاج من عين طفل تعرض لحادث. سقط الصبي، والذي كان بحاجة إلى نظارة لتصحيح قصر النظر الناجم عن اللابؤرية، عن دراجته. تحطمت نظارته عند الاصطدام، واستقرت جزيئات الزجاج في كلتا العينين. لإنقاذ بصر الصبي، أجرى فيودوروف عملية جراحية تنطوي على إجراء العديد من الشقوق الشعاعية الممتدة من الحدقة إلى محيط القرنية بشكل نصف قطري بصورة تشبه الخطوط المتقاطعة في عجلات الدراجات. بعد إزالة الزجاج بهذه الطريقة والتئام القرنية، وجد فيودوروف أن حدة البصر لدى الصبي تحسنت بصورة ملحوظة.